# عرب حسن
عرب حسن شهری از توابع بخش میان آب شهرستان شوشتر در استان خوزستان ایران است.

## جمعیت
این شهر در بخش میان آب قرار دارد و براساس سرشماری مرکز آمار ایران در سال ۱۳۸۵، جمعیت آن ۲٬۱۰۷ نفر (۳۵۶خانوار) بوده‌است.